# Holubivka, Kreminna
Holubivka (în ucraineană Голубівка) este localitatea de reședință a comunei Holubivka din raionul Kreminna, regiunea Luhansk, Ucraina.

## Demografie
Componența lingvistică a localității Holubivka
     Ucraineană (91,34%)
     Rusă (7,79%)
     Alte limbi (0,87%)
Conform recensământului din 2001, majoritatea populației localității Holubivka era vorbitoare de ucraineană (91,34%), existând în minoritate și vorbitori de rusă (7,79%).